# Nederlands Gereformeerde Kerken
De Nederlands Gereformeerde Kerken (NGK, nu bekend als oud-NGK) was een gereformeerd kerkgenootschap, in 1967 ontstaan na een scheuring binnen de Gereformeerde Kerken (vrijgemaakt) (GKv). Op 1 mei 2023 fuseerde de kerk met de Gereformeerde Kerken (vrijgemaakt) tot de Nederlandse Gereformeerde Kerken.

## Geschiedenis

Ontstaan van de verschillende stromingen in Nederland

Ontstaansgeschiedenis van kerken in Nederland

De geschiedenis van de NGK valt te traceren tot een beweging die vanaf 1925 ontstond in de Gereformeerde Kerken van predikanten die kritisch waren over de leer van Abraham Kuyper en vonden dat deze te veel tot een sluitend systeem was geworden van waaruit de Bijbel werd uitgelegd. Deze predikanten spraken meer direct vanuit de Bijbel. Aanhangers van Kuyper reageerden daar verontrust op, en dit leidde tot een aantal leeruitspraken op de synode van Sneek (1939–1942), waarvan de bekendste gaat over het genadeverbond en de wedergeboorte. Dit leidde tot de Vrijmaking in 1944, waaruit de Gereformeerde Kerken (vrijgemaakt) ontstonden.
Reeds vanaf het begin bestonden er binnen deze kerken echter twee stromingen, waarvan de ene het bereikte wilde vastleggen door voor alles eigen kerkelijke organisaties op te richten; men zag de vrijgemaakte kerk ook als de enige ware kerk. De andere groep stond meer open naar andere kerken en organisaties. Uiteindelijk leidde dit in 1964 tot de schorsing van ds. Van der Ziel te Groningen-Zuid, en in 1966 tot de Open Brief. Ondertekenaars van deze brief werden uit de kerk gezet, en velen volgden hen. De ontstane groep kerken werden aanvankelijk buitenverbanders genoemd. Sinds 1979 heet deze groepering officieel de Nederlands Gereformeerde Kerken.
De Generale Synode van Gereformeerde Kerken vrijgemaakt besloot in juni 2017 dat de ambten predikant, ouderling en diaken, voor vrouwen opengesteld werden. Dit besluit opende de weg naar fusiebesprekingen met de Nederlands Gereformeerde Kerken, waar vrouwen al langer werden toegelaten tot het ambt.

## Omvang
Op 1 januari 2020 telden de Nederlands Gereformeerde Kerken 32.898 leden en doopleden, nauwelijks minder dan tien jaar daarvoor. De grootste plaatselijke gemeenten bevinden zich in Kampen, Bunschoten-Spakenburg en Wezep. Anno 2018 had de NGK 87 plaatselijke kerken en waren er 88 predikanten werkzaam (6 meer dan in 2006).
Tien gemeenten zijn samenwerkingsgemeenten met de Christelijk Gereformeerde Kerken (CGK). Plaatselijk wordt samengewerkt met allerlei kerken, van evangelisch tot PKN. In mei 2004 sloten enkele gereformeerde predikanten en de Gereformeerde Kerken van Westbroek, en in 2005 de gemeente Haarlem-Centrum zich bij de NGK aan, naar aanleiding van het opgaan van de Gereformeerde Kerken in Nederland in de PKN.
Al in 2008 signaleerde de samensteller van het Informatieboekje voor de NGK (ds. Compagnie) dat het bezoek van de tweede zondagse kerkdienst "schrikbarend” was afgenomen. Hij schreef: "... en er zijn al kerken die niet meer iedere zondag een tweede dienst beleggen; in sommige plaatsen is de tweede dienst al geheel afgeschaft". Deze ontwikkeling zette zich in de jaren daarna verder door. In 2015 organiseerden al 30 kerken geen tweede dienst meer, terwijl in 2011 dat aantal nog op 14 lag. Ds. J. Mudde meldde in het Informatieboekje 2010 dat "minstens tien procent" van de Nederlands-Gereformeerden "op geen enkele wijze meer betrokken is op het gemeenteleven".

## Vorm en inhoud
Inhoudelijk worden de NGK gerekend tot de orthodox-gereformeerde kerken. Anders dan in de meeste orthodox-calvinistische stromingen en kerken kunnen in diverse plaatselijke gemeenten (kerken) niet alleen mannen, maar ook vrouwen de kerkelijke functies van ouderling, diaken en predikant bekleden. De eerste vrouwelijke predikant werd in januari 2011 officieel door een NGK-gemeente bevestigd. Qua vorm beslaan de NGK een breed spectrum; enerzijds zijn er verschillende traditionele gemeenten die qua vorm overeenkomen met de GKV en de CGK, anderzijds zijn er ook gemeenten met sterke evangelische invloeden zoals volwassendoop door onderdompeling en een praiseband voor de muzikale begeleiding naast of in plaats van het orgel.
De kerken baseren zich op de Bijbel en erkennen de drie belijdenisgeschriften van de oude christelijke kerk en de Drie Formulieren van Enigheid. Haar kerkorde is het Akkoord van Kerkelijk Samenleven (AKS), een minimalistische variant van de Dordtse Kerkorde. Een typisch kenmerk van de NGK is dat de gemeenten meer vrijheid hebben dan in veel andere gereformeerde kerkgenootschappen. Doordat er twee keer binnen korte tijd slechte ervaringen zijn geweest met synodes, heerst er binnen het kerkverband een sterke weerzin tegen een al te strakke kerkelijke organisatie. In plaats van synodes en classes zijn er landelijke en regionale vergaderingen, die minder mogelijkheden hebben om besluiten op te leggen aan de plaatselijke gemeenten. Hierdoor is de NGK een vrij diverse groep kerken.

## Predikantenopleiding
Om predikanten op te leiden werd het Nederlands Gereformeerd Seminarie opgericht. Hier konden aankomend predikanten na hun opleiding terecht. Op deze "vervolgopleiding" werd meer aandacht besteed aan Bijbelkennis en praktische vaardigheden en minder aan de wetenschappelijke vorming zoals overheidsgesubsidieerde instellingen die bieden. Op 5 november 2005 werd op de landelijke vergadering van Nederlands Gereformeerde Kerken besloten dat er vanaf 2006 een eigen opleiding zou komen voor predikanten. Omdat het organiseren van een geheel eigen opleiding het kerkgenootschap als te klein werd beschouwd werd deze opleiding geïntegreerd in de predikantenopleiding van de Christelijke Gereformeerde Kerken, de Theologische Universiteit Apeldoorn. Zo'n 80% van de opleiding bestond uit onderdelen uit de bestaande "christelijke gereformeerde" opleiding, en ongeveer 20% werd zelf ingevuld. Met het oog op de fusie tussen de GKV en de NGK is de predikantsopleiding verhuisd naar de vrijgemaakte Theologische Universiteit Kampen (TUK).

## Overige informatie
De kerken bedrijven zending; de organisatie is niet landelijk maar de projecten worden gerund door een of meer gemeenten in samenwerking met een groep "steunbiedende" gemeenten. Voorbeelden hiervan zijn:
- Ondersteuning van de kerk in Nqutu, Zuid-Afrika, ontstaan uit het werk van zendelingen uit de NGK.
- Zending op Soemba, Indonesië,  door de vereniging Steun Oost Soemba.
- Onderwijsondersteuning: ondersteuning van predikanten, evangelisten en godsdienstleraren in Afrika en Azië door de stichting Evta.
- Het vertalen van gereformeerde literatuur in het Spaans en die gratis te distribueren in Latijns-Amerika door FeLiRe (voorheen Spanjewerk).

Een landelijk blad dat in de kring van deze kerken werd uitgegeven en gelezen is Opbouw. Dit blad is vanaf 2015 samengegaan met De Reformatie, een landelijk blad van de Gereformeerde Kerken Vrijgemaakt. De nieuwe titel is Onderweg.

## Bekende leden
- Ad de Boer (1946), journalist, presentator, politicus (GPV, RPF, ChristenUnie), voormalig EO-directeur
- Paul Blokhuis (1963) politicus (RPF, ChristenUnie)
- Tineke Huizinga (1960), politica (RPF, ChristenUnie)
- Henk de Jong (1932-2023), predikant
- Pieter van Kampen (1946-2009), predikant
- Klaas Jan Mulder (1930-2008), organist, pianist en dirigent
- Hilde Palland-Mulder (1979), politica (CDA)
- Henk van Rhee (1952-2015), journalist, bestuurder en politicus (ChristenUnie)
- Theo Rietkerk (1962), politicus (CDA)
- Egbert Schuurman (1937), ingenieur, filosoof en voormalig politicus (RPF en ChristenUnie).
- Willem Smouter (1957), journalist, predikant
- Bert de Vries (1938), oud-politicus (ARP, CDA)
- Jorrit Woudt (1980), organist en dirigent

## Archieven
De archieven van de NGK zijn of worden overgebracht naar het Archief- en Documentatiecentrum van de Nederlandse Gereformeerde Kerken (ADC) te Kampen en zijn, voor zover openbaar, daar te raadplegen.